# Justizvollzugsanstalt Goldlauter
Die Justizvollzugsanstalt Goldlauter ist eine Justizvollzugsanstalt im Suhler Ortsteil Goldlauter in Thüringen.

## Geschichte
Die heutige JVA Goldlauter war ursprünglich – vor der Wende in der DDR – als Untersuchungshaftanstalt der Staatssicherheit konzipiert. Am 10. Dezember 1986 war offizieller Baubeginn, noch vor Abschluss der im Rahmen der Bauplanung angeordneten Enteignungen von Grundstückseigentümern. Auch nach Übergabe der Anstalt am 1. Januar 1990 wurden die Bauarbeiten durch die ehemalige Bezirksdirektion der Deutschen Volkspolizei Suhl fortgeführt. Vorläufiger Abschluss der Arbeiten war im Dezember 1990.
Während der Wendemonate 1989/1990 konnte die Anstalt von Suhler Bürgern besichtigt werden, die sich schockiert von der Anlage zeigten. Die von der Staatssicherheit vorgesehenen Verhörräume und Einzelzellen wurden vor der endgültigen Nutzung zurückgebaut. Die ersten Gefangenen betraten die Anstalt am 29. Januar 1991.
Am Karfreitag, dem 29. März 2013, brachte ein 52 Jahre alter, mit einem Messer bewaffneter Insasse eine 26-jährige Justizvollzugsangestellte in seine Gewalt. Der wegen Gewaltdelikten verurteilte Geiselnehmer forderte einen Rechtsbeistand und die Verlegung in eine andere Anstalt. In den frühen Morgenstunden des Karsamstages überwältigte die Polizei den Geiselnehmer, der wie auch die Geisel unverletzt blieb.
Wie das Thüringer Justizministerium am 29. Januar 2016 mitteilte, wurde eine Mitarbeiterin der Justizvollzugsanstalt vom Dienst freigestellt, weil sie sich auf ein Verhältnis mit einem Mitglied einer Straßengang eingelassen habe.

## Heutige Nutzung
Insgesamt verfügt die JVA Goldlauter über 282 Haftplätze, wovon 262 im geschlossenen und 20 im offenen Vollzug sind. Schwerpunktmäßig werden in der JVA Goldlauter männliche Gefangene mit kurzen Haftstrafen als Erstverbüßer untergebracht sowie männliche Untersuchungsgefangene für die Landgerichtsbezirke Erfurt und Meiningen. Diesen stehen 148 Bedienstete gegenüber.
Ursprünglich war im Komplex die Justizvollzugsschule Thüringen untergebracht, die jedoch am 31. Dezember 2004 aufgelöst und in die Justizvollzugsausbildungsstätte im Bildungszentrum Gotha überführt wurde.
Die JVA wurde darüber hinaus als Thüringer Vollstreckungsanstalt für Abschiebehaft genutzt.